# Neutrinowe promieniowanie tła
Kosmiczne neutrinowe promieniowanie tła – promieniowanie w postaci neutrin, wypełniające cały Wszechświat i podobnie jak mikrofalowe promieniowanie tła, będące pozostałością po najwcześniejszych etapach w jego ewolucji.
Tuż po Wielkim Wybuchu Wszechświat wypełniała mieszanina neutrin, protonów, neutronów oraz elektronów i pozytonów. W modelu standardowym, neutrina oddziałują z leptonami za pośrednictwem oddziaływań słabych i w wysokich temperaturach pozostają z nimi w równowadze termicznej. Poniżej około 30-40 MeV, oddziałującymi cząstkami pozostają elektrony i pozytony. Gdy tempo zachodzenia reakcji anihilacji tych cząstek porówna się z tempem ekspansji Wszechświata, to otrzymuje się temperaturę, przy której neutrina oddzieliły się od materii. Dla neutrin elektronowych temperatura ta wynosiła około 2,4 MeV, zaś dla neutrin mionowych i tauonowych – około 3,7 MeV. Miało to miejsce w pierwszych sekundach istnienia Wszechświata.
Ponieważ w procesie anihilacji temperatura fotonów wzrasta o czynnik (11/4)1/3, to o taki czynnik obecnie temperatura neutrinowego promieniowania tła jest niższa od temperatury mikrofalowego promieniowania tła i wynosi około 1,95 K.
Promieniowania neutrinowego nie można zarejestrować bezpośrednio za pomocą obecnie dostępnych detektorów. Pośrednie wskazówki o jego obecności pochodzą z obserwacji anizotropii mikrofalowego promieniowania tła, a w szczególności oscylacji akustycznych w ich widmie mocy. Pomiarów tych oscylacji dokonał satelita WMAP.
Informacji o neutrinowym promieniowaniu tła może dostarczyć również oszacowanie pierwotnej obfitości helu. Zależy ona od stosunku gęstości liczbowych protonów i neutronów, który został „zamrożony” w chwili oddzielania się neutrin od materii, gdyż wcześniej neutrina uczestniczyły w reakcjach rozpadu beta oraz wychwytu elektronu.